# Murdannia bracteata
Murdannia bracteata är en himmelsblomsväxtart som först beskrevs av Charles Baron Clarke, och fick sitt nu gällande namn av John Kenneth Morton och Hong De-Yuan. Murdannia bracteata ingår i släktet Murdannia och familjen himmelsblomsväxter. Inga underarter finns listade.